# Bande à part (Nouvelle Vague)
Bande à Part è il secondo album discografico del gruppo musicale francese Nouvelle Vague, famoso per le reinterpretazioni di classici della new wave e del punk in chiave bossa nova. Il disco è stato pubblicato nel 2006.

## Tracce
1. The Killing Moon (Echo & the Bunnymen)
2. Ever Fallen in Love (With Someone You Shouldn't've) (Buzzcocks)
3. Dance with Me (The Lords of the New Church)
4. Don't Go (Yazoo)
5. Dancing with Myself (Billy Idol)
6. Heart of Glass (Blondie)
7. O Pamela (The Wake)
8. Blue Monday (New Order)
9. Human Fly (The Cramps)
10. Bela Lugosi's Dead (Bauhaus)
11. I Can't Escape Myself (The Sound)
12. Let Me Go (Heaven 17)
13. Fade to Grey (Visage)
14. Waves (Blancmange)